# Erica quadrifida
Erica quadrifida là một loài thực vật có hoa trong họ Thạch nam. Loài này được (Benth.) E.G.H.Oliv. mô tả khoa học đầu tiên năm 2000.